# Chevrolet Capitol
Der Chevrolet Capitol Serie AA war ein PKW der unteren Mittelklasse, der nur im Modelljahr 1927 von Chevrolet als einzige Modellreihe und Nachfolger des Superior Serie V hergestellt wurde. Das Fahrzeug wurde Januar 1927 eingeführt und war mit acht verschiedenen Karosserien als 2-sitziger Roadster, 2-sitziges Coupé, 2- oder 4-sitziges Sport-Cabriolet (=Coupé mit Hardtop!) und 5-sitzige Limousine (Coach) mit jeweils 2 Türen verfügbar. Mit 4 Türen gab es den 5-sitzigen Tourenwagen, die 5-sitzige Limousine und zwei Landaulets mit jeweils 5 Sitzen. Die Wagen hatten, wie das Vorgängermodell, oben gesteuerte Vierzylinder-Reihenmotoren (OHV). Die Maschine mit 2.802 cm3 Hubraum entwickelte eine Leistung von 26 bhp (19 kW) bei 2.000 min−1. Die Motorkraft wurde über eine Einscheibentrockenkupplung und ein manuelles Dreiganggetriebe an die Hinterräder weitergeleitet. Die Hinterräder waren mit Außenbandbremsen versehen.
Die Verkaufspreise lagen zwischen 525,-- und 745,-- US-$. Nach einem Jahr und 1.001.820 Fahrzeugen wurde in Gestalt des National Serie AB der Nachfolger eingeführt.